# Lista över Togos statsöverhuvuden

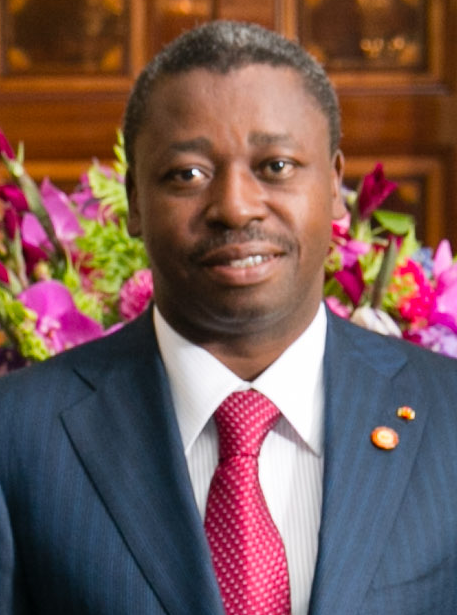
Faure Gnassingbé är Togos president sedan 4 maj 2005.

Detta är en lista över Togos statsöverhuvuden.
| Namn                                           | Ämbetsperiod                      | Titel                                        |
| ---------------------------------------------- | --------------------------------- | -------------------------------------------- |
| Sylvanus Olympio                               | 27 april 1960 – 13 januari 1963   | President                                    |
| Nicolas Grunitzky                              | 16 januari 1963 – 13 januari 1967 | President                                    |
| Kléber Dadjo                                   | 14 januari – 14 april 1967        | Ordförande i nationella förlikningskommittén |
| Étienne Eyadéma (från 1974 Gnassingbé Eyadéma) | 14 april 1967 – 5 februari 2005   | President                                    |
| Faure Gnassingbé                               | 5 februari – 25 februari 2005     | President                                    |
| Bonfoh Abbass                                  | 25 februari – 4 maj 2005          | Interimspresident                            |
| Faure Gnassingbé                               | 4 maj 2005 –                      | President                                    |